# Oberdonven
Oberdonven (Luxemburgs: Uewerdonwen) is een plaats in de gemeente Flaxweiler en het kanton Grevenmacher in Luxemburg.
Oberdonven telt 155 inwoners (2001).